# مارين فاكت
مارين فاكت (بالفرنسية: Marine Vacth)‏ هي ممثلة وعارضة أزياء فرنسية ولدت في يوم 9 أبريل 1991 في مدينة باريس عاصمة فرنسا، بدأت مشوارها في سنة 2011 ومثلت في أفلام My Piece of the Pie في سنة 2011 و L'homme à la cervelle d'or في سنة 2012 و What the Day Owes the Night في 2012 و Young & Beautiful في سنة 2012 وفيلم Belles familles في سنة 2015.

## روابط خارجية
- مارين فاكت على موقع IMDb (الإنجليزية)
- مارين فاكت على موقع ميتاكريتيك (الإنجليزية)
- مارين فاكت على موقع روتن توميتوز (الإنجليزية)
- مارين فاكت على موقع قاعدة بيانات الأفلام العربية
- مارين فاكت على موقع ألو سيني (الفرنسية)
- مارين فاكت على موقع أول موفي (الإنجليزية)
- مارين فاكت على موقع قاعدة بيانات الأفلام السويدية (السويدية)
- مارين فاكت على موقع قاعدة بيانات الفيلم (الإنجليزية)
- مارين فاكت على موقع ليتربوكسد (الإنجليزية)
- مارين فاكت على موقع كينوبويسك (الروسية)